# Бар-ле-Дюк
Бар-ле-Дюк (фр. Bar-le-Duc) — главный город французского департамента Мёз, занимающий узкую долину реки Орнен к западу от Нанси, поблизости Заводского канала и канала Рейн-Марна. Холмы по сторонам от города покрыты перелесками и виноградными садами. Население 16 944 жителей (1999).

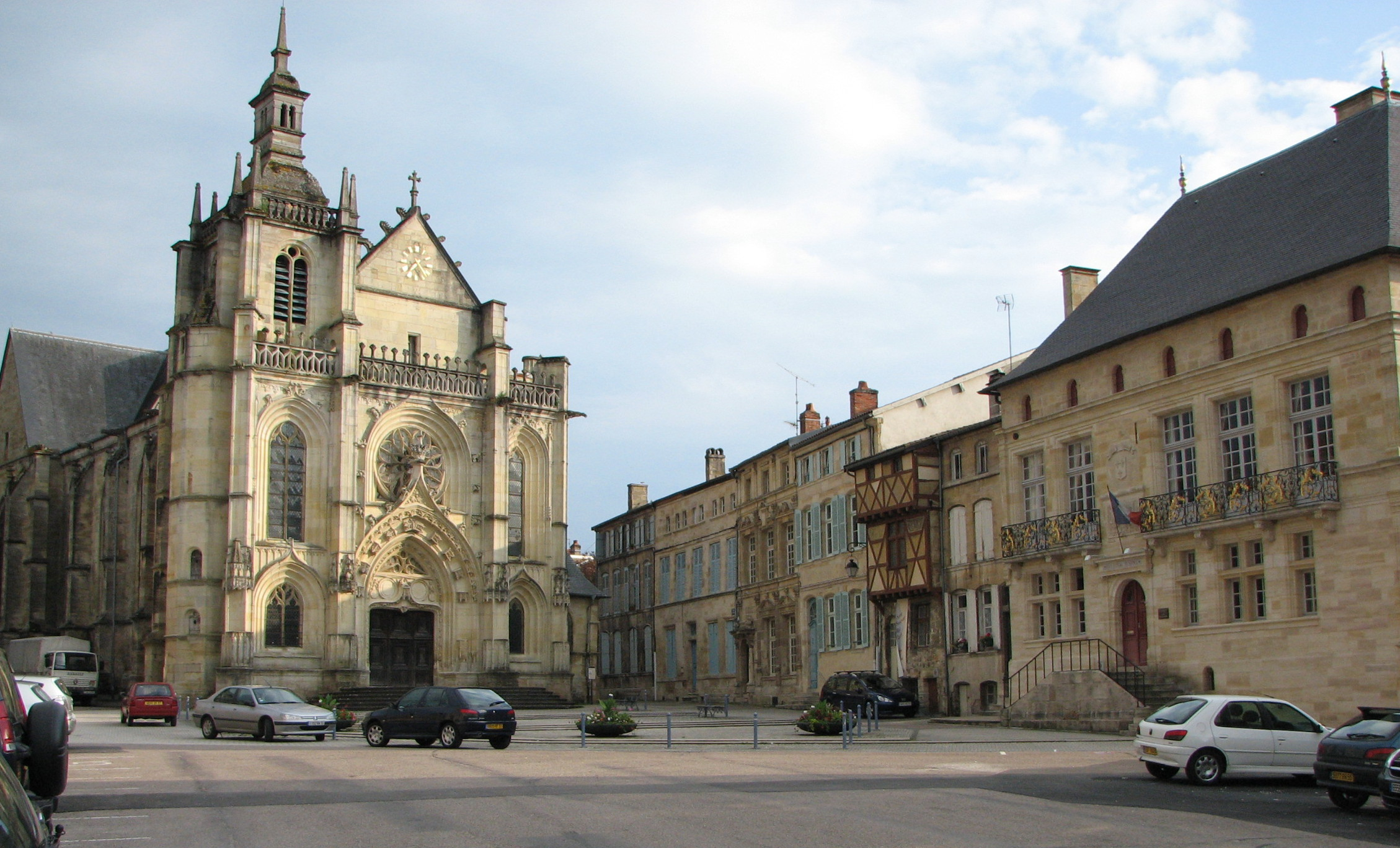
Центральная площадь

С X века Бар упоминается в хрониках как резиденция сначала графов, а с 1354 г. и герцогов Барских. В XV веке — резиденция Рене Доброго, с XVI в. — владение Лотарингского дома. Знаменитые уроженцы Бара — Франсуа де Гиз, Никола Удино, Эдмон-Никола Лагерр, Раймон Пуанкаре.
В верхнем городе сохранились развалины герцогского замка, несколько средневековых особняков и церковь св. Стефана (XV—XVI вв.) В нижнем городе расположены присутственные места и церковь Нотр-Дам (XV век). К востоку от старого города — промышленная зона.
С другими городами связан железнодорожным транспортом и автодорогами. Поезда прибывают на станцию Бар-ле-Дюк.

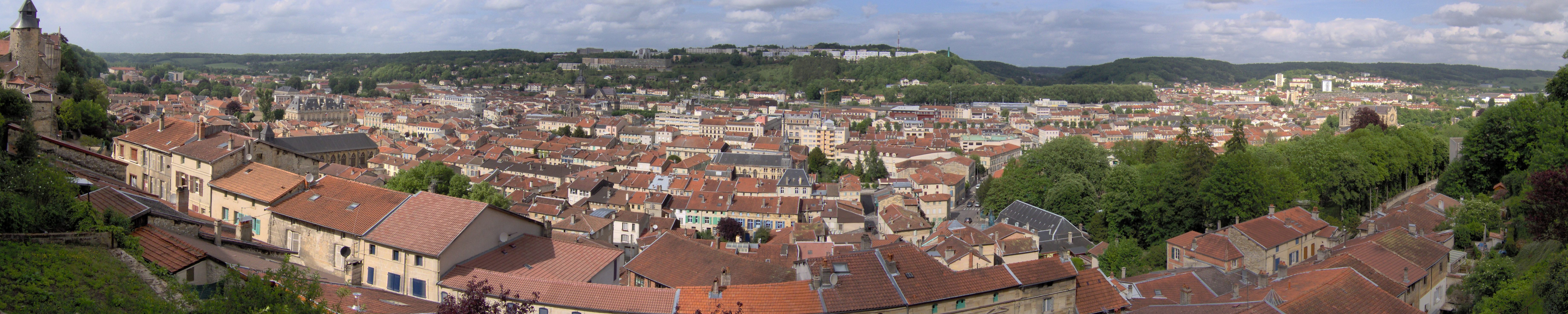
Вид с верхнего города на нижний.